# Gerenciamento de recursos humanos do projeto
Gerenciamento de recursos humanos do projeto é uma das dez áreas de conhecimento do PMBOK (versão 5), tem como base a identificação e documentação de funções, responsabilidades e relações hierárquicas do projeto em relação aos recursos humanos envolvidos, além da criação do plano de gerenciamento de pessoal. Obtenção dos recursos humanos necessários para terminar o projeto.
Desenvolve a equipe do projeto, melhorando as competências e interação de membros da equipe para aprimorar o desempenho do projeto.
Gerenciar a equipe do projeto, acompanhar o desempenho de membros da equipe, fornecimento de feedback, resolução de problemas e coordenação de mudanças para melhorar o desempenho do projeto e valorização dos profissionais envolvidos.

## Processos de gerenciamento de recursos humanos
- Planejamento de recursos;
- Contratação/mobilização da equipe;
- Desenvolvimento da equipe;
- Gerenciamento da equipe (monitoramento).